# 新技術望遠鏡

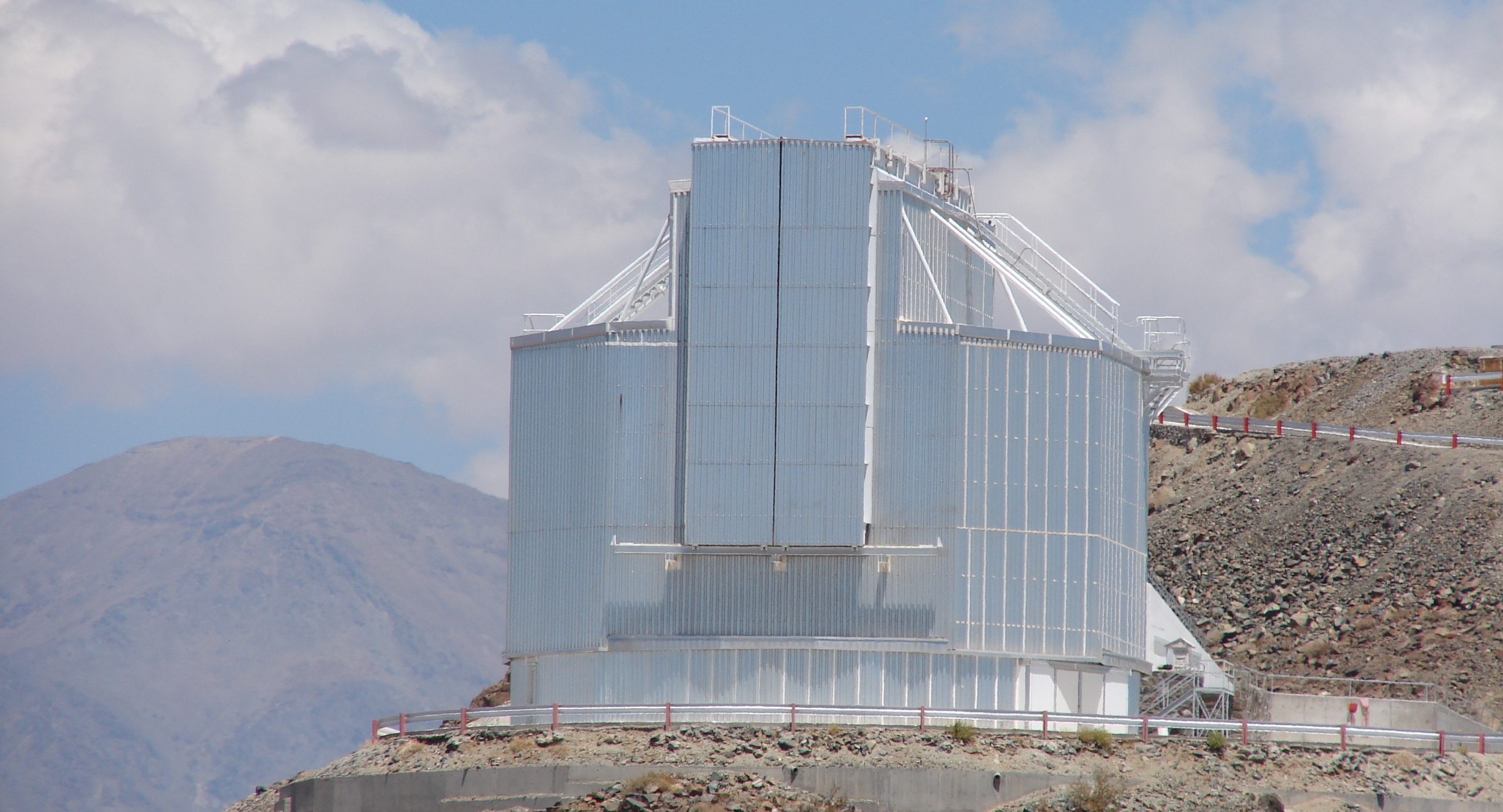
新技術望遠鏡

新技術望遠鏡（New Technology Telescopeもしくは NTT）は、チリのラ・シア天文台に設置された口径3.6メートルの望遠鏡である。
ファーストライトは1989年でESOが所有する。薄い鏡材でも鏡面を保つように能動光学（補償光学と混同しないように）を採用している。
他の望遠鏡でノルディック光学望遠鏡は軽量の鏡をアクチュエーターで支持している。NTTは完全な能動光学を初めて採用した望遠鏡である。その名前のとおり、数々の新技術が実証された。重要な項目に換気がある。熱源を望遠鏡の周辺から遠ざける必要がある。開発の成果はVLTに活用されている。
NTTは当初、ハッブル宇宙望遠鏡と同様の問題を抱えていた。鏡の検査時に使用されたヌルコレクターに原因があった 。しかし、調整によって仕様通りの性能を出せるようになった。
現在 NTTには以下の3機の観測装置が使用されている。:
- SuSI-2 (Superb Seeing Imager, version 2)高解像度の光学画像を撮像できるCCDカメラ
- SofI ("Son of ISAAC", a VLT instrument), 近赤外波長撮像装置
- EMMI (ESO Multi-Mode Instrument),可視光撮像装置